# قائمة أكبر شركات أيرلندا
تسرد هذه المقالة أكبر الشركات في أيرلندا من حيث إيراداتها وصافي أرباحها وإجمالي أصولها، وفقًا لمجلات الأعمال الأمريكية فورتشن و فوربس . يرجى ملاحظة أن جزء كبير من الشركات المدرجة في كلتا القائمتين سُجلت في أيرلندا لأغراض تخفيف الضرائب عن تلك الشركات.

## أكبر الشركات في أيرلندا في قائمة فورتشن 2019
تعرض هذه القائمة جميع الشركات الأيرلندية في فورتشن غلوبال 500، والتي تصنف أكبر الشركات في العالم من حيث الإيرادات السنوية. الأرقام الواردة أدناه معطاة بملايين الدولارات الأمريكية وهي خاصة بالسنة المالية 2018.  كما تم إدراج المقر الرئيسي وصافي الربح وعدد الموظفين وقطاع الصناعة لكل شركة.
| الترتيب على أيرلندا | الترتيب العالمي فورتشن 500 | الشركة          | صناعة          | إيرادات (بالملايين) | أرباح (بالملايين) | الموظفون | مقر  |
| ------------------- | -------------------------- | --------------- | -------------- | ------------------- | ----------------- | -------- | ---- |
| 1                   | 298                        | أكسنتشر         | خدمات          | 40,993              | 4,060             | 459,000  | دبلن |
| 2                   | 397                        | سي ار اتش       | مواد بناء      | 31,625              | 2,971             | 89,831   | دبلن |
| 3                   | 399                        | جونسون كونترولز | الصناعات       | 31,400              | 2,162             | 122,000  | كورك |
| 4                   | 419                        | مدترونيك        | الرعاية الصحية | 29,953              | 3,104             | 98,003   | دبلن |

## أكبر الشركات في أيرلندا في قائمة فوربس 2019
تستند هذه القائمة إلى فوربس غلوبال 2000، والتي تصنف أكبر 2000 شركة مساهمة عامة في العالم. تأخذ قائمة فوربس في الاعتبار العديد من العوامل، بما في ذلك الإيرادات وصافي الربح وإجمالي الأصول والقيمة السوقية لكل شركة؛ يتم إعطاء كل عامل مرتبة مرجحة من حيث الأهمية عند النظر في الترتيب العام. يسرد الجدول أدناه أيضًا المقر الرئيسي وقطاع الصناعة لكل شركة. الأرقام بمليارات الدولارات الأمريكية وهي للعام المالي 2018. 
| الترتيب على أيرلندا | الترتيب العالمي فوربس 2000 | الشركة              | المقر  | إيرادات (بالمليارات) | أرباح (بالمليارات) | أصول (بالمليارات) | قيمة (بالمليارات) | الصناعة                 |
| ------------------- | -------------------------- | ------------------- | ------ | -------------------- | ------------------ | ----------------- | ----------------- | ----------------------- |
| 1                   | 150                        | ميدترونيك           | دبلن   | 30.6                 | 4.9                | 88.7              | 113.0             | الرعاية الصحية          |
| 2                   | 248                        | أكسنتشر             | دبلن   | 42.5                 | 4.5                | 27.4              | 113.9             | خدمات مهنية             |
| 3                   | 299                        | جونسون كنترولز      | كورك   | 29.4                 | 2.3                | 48.0              | 33.5              | الصناعات                |
| 4                   | 361                        | Eaton Corporation   | دبلن   | 21.6                 | 2.1                | 31.1              | 36.1              | تصنيع                   |
| 5                   | 385                        | سي ار اتش           | دبلن   | 31.6                 | 1.1                | 40.2              | 28.3              | مواد بناء               |
| 6                   | 585                        | Ingersoll-Rand      | Swords | 15.7                 | 1.3                | 17.9              | 27.3              | الصناعات                |
| 7                   | 595                        | ألرغان              | دبلن   | 15.8                 | 0.7−               | 101.8             | 46.3              | الأدوية                 |
| 8                   | 740                        | أبتيف               | دبلن   | 14.4                 | 1.1                | 12.5              | 23.3              | صناعة المركبات          |
| 9                   | 770                        | Allied Irish Banks  | دبلن   | 3.8                  | 1.2                | 104.6             | 13.0              | الخدمات المصرفية        |
| 10                  | 841                        | رايان إير           | دبلن   | 9.1                  | 1.3                | 13.6              | 16.1              | شركة طيران              |
| 11                  | 867                        | سيجيت تكنولوجي      | دبلن   | 11.3                 | 1.7                | 8.8               | 14.1              | إدارة خدمات المعلوماتية |
| 12                  | 956                        | بنك أف أيرلاندا     | دبلن   | 5.9                  | 0.7                | 141.4             | 7.2               | الخدمات المصرفية        |
| 13                  | 1101                       | Kerry Group         | Tralee | 7.8                  | 0.6                | 9.5               | 19.2              | معالجة الأغذية          |
| 14                  | 1123                       | AerCap              | دبلن   | 4.7                  | 1.0                | 43.2              | 7.1               | نقل                     |
| 15                  | 1209                       | Experian            | دبلن   | 4.8                  | 0.8                | 7.9               | 25.8              | خدمات                   |
| 16                  | 1414                       | DCC plc             | دبلن   | 20.5                 | 0.3                | 8.5               | 8.8               | خدمات                   |
| 17                  | 1760                       | Adient              | دبلن   | 17.4                 | 1.5−               | 10.4              | 2.4               | صناعة المركبات          |
| 18                  | 1852                       | Smurfit Kappa Group | دبلن   | 10.6                 | 0.7−               | 10.9              | 7.3               | تغليف                   |